# Friardel
Friardel é uma ex-comuna francesa na região administrativa da Normandia, no departamento de Calvados. Estendeu-se por uma área de 9,25 km². Em 2010 a comuna tinha 242 habitantes (densidade: 26,2 hab./km²).
Em 1 de janeiro de 2017 foi fundida com a comuna de La Vespière para a criação da nova comuna de La Vespière-Friardel.